# Погорєлка (Воронцовська волость)
Погорєлка (рос. Погорелка) — присілок в Островському районі Псковської області Російської Федерації.
Населення становить 259 осіб. Входить до складу муніципального утворення Воронцовська волость.

## Історія
Від 2015 року входить до складу муніципального утворення Воронцовська волость.

## Населення
1. Н/Д[2]